# Sartoria hedysaroides
Genre
Espèce
Sartoria hedysaroides est une espèce de plantes à fleurs dicotylédones de la famille des Fabaceae, sous-famille des Faboideae, originaire d'Asie mineure. C'est l'unique espèce acceptée du genre Sartoria (genre monotypique).